# ملوین کالوین
ملوین الیس کالوین (به انگلیسی: Melvin Ellis Calvin) (زاده ۸ آوریل ۱۹۱۱ - درگذشته ۸ ژانویه ۱۹۹۷)  زیستشیمیدان آمریکایی است که برای کشف چرخه کالوین به همراه اندرو بنسون و جیمز باسشام به شهرت رسید. 
برای این کشف جایزه نوبل در سال ۱۹۶۱ به او اعطا شد.
او بیشتر از پنج دهه فعالیت حرفه‌ای اش را در دانشگاه های مختلف گذراند.